# Rennbahn in Groß Borstel
Von 1891 bis 1933 wurden auf der Rennbahn im Hamburger Stadtteil Groß Borstel von dem „Hamburger Sport-Club“ Galopp- und Hindernisrennen veranstaltet. Große Teile des ehemaligen Geländes liegen im südwestlichen Bereich des Helmut-Schmidt-Flughafens.

## Der Hamburger Sport-Club
Betreiber der Pferderennbahn in Groß Borstel war der Hamburger Sport-Club. Er war im Jahr 1880 von jungen Männer gegründet worden, die den „Laufsport“ als Wettkampf betreiben wollten. Zu diesen Männern gehörte u. a. Franz Ferdinand Eiffe. Wie viele andere Sportarten so hatten auch die ersten Wettkämpfe im Laufen in England stattgefunden. Da weder Laufen als Disziplin noch Leichtathletik im Deutschen Reich zu dieser Zeit bekannt waren, gab es keine entsprechenden Wettkampfstätten. Der erste Wettbewerb wurde daher im Juni 1880 auf der Horner Galopprennbahn ausgetragen. Da auch ein Regelwerk für Laufwettbewerbe fehlte, wurden in Anlehnung an den Pferderennsport u. a. der Lauf über 100 m/Yards als Flachrennen, über 150 m/Yards als Hürdenrennen und über 1610 m/Yards als Hindernisrennen durchgeführt. Bei einigen Veranstaltungen wurden auch Wettkämpfe im Hochsprung, Tauziehen oder Zweiradfahren veranstaltet. Zu den erfolgreichen Teilnehmern des „Meetings“ im September 1881 gehörten u. a.: E. Purgold, Friedrich Loesener-Sloman, Johann Burchard, Ami Kaemmerer, Alfred Arning. Alle Teilnehmer waren Mitglieder wohlhabender Hamburger Familien.
Im Laufe der folgenden Jahre veranstaltete der Hamburger Sport-Club zahlreiche Wettkämpfe auch auf der seit 1880 existierenden Trabrennbahn in Bahrenfeld. 1887 war um die Tennisplätze des „Eisbahn-Vereins vor dem Dammthor“ eine Bahn von 4 × 100 m für Läufer (und Zweiräder) angelegt worden. Hier fanden nun die Wettkämpfe statt. Im selben Jahr beendete der Hamburger Sport-Club seine Tätigkeit als Veranstalter von Leichtathletik-Wettkämpfe. Diese Funktion übernahm der Sport-Club „Germania“ für einige Jahre.
Ab 1882 fanden im Anschluss an die „athletischen“ Wettkämpfe vereinzelt Pferderennen statt. 1884 veranstaltete der Hamburger Sport-Club auf der Horner Rennbahn ein Hindernisrennen. Ab 1888 wurden ausschließlich Pferderennen veranstaltet. Im Jahr 1889 wurden auf der Bahn des „Norddeutschen Renn- und Traber-Clubs“ in Bahrenfeld zwei Renntage durchgeführt, am 30. Mai mit 7 Rennen für Herrenreiten und am 7. Juli ein Sommer-Meeting ebenfalls mit 7 Rennen. Die Rennleitung an diesem Renntag lag in den Händen des Vorstandes: F.F. Eiffe, G.[Gustav] Beit, F. [Francis Julius] Heise (1858–1899), A.[Ami] Kaemmerer (1861–1926), H. Ahrens, Herm.[Hermann] Goverts (1858–1932) und H.[Heinrich] Amsinck. 1890 wurden an den Pfingsttagen und am 27. und 28. Juli Galopprennen gelaufen. Es waren die letzten Renntage auf der Bahrenfelder Bahn.
Unter der Führung von Gustav Beit wurden über 30 Jahre erfolgreich Galopp- und Hindernisrennen veranstaltet. Das 50-jährige Bestehen des Hamburger Sport–Clubs wurde am 21. September 1930 mit der Durchführung einer Modenschau während des Renntages begangen.
In einer Generalversammlung vom 27. März 1934 wurden Curt Lange als Vorstand und der Hamburger Rechtsanwalt Heinrich Günther als dessen Stellvertreter bestätigt. Günther berichtete über „schwebende Verhandlungen zwecks Verwertung des Borsteler Terrains und den in Aussicht genommenen Zusammenschluß mit dem Hamburger Renn-Club.“ Nach über fünfzig Jahren des Bestehens wurde der Hamburger Sport-Club im Dezember 1934 mit dem Hamburger Renn-Club zwangsvereinigt.

### Mitglieder des Vorstandes
- Franz Ferdinand Eiffe
- Alfred Kayser (1852–1905)[14]
- Heinrich Amsinck (1863–1892)[15]

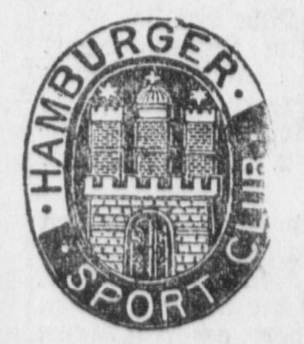
Hamburger Sport-Club (Logo)

- Hermann Brauß folgte im März 1892 anstelle des verstorbenen Heinrich Amsinck 1892 in den Vorstand.[16]
- Eduard Ludwig Behrens jr. (1852–1925). Nachfolger von Alfred Kayser als Präsident.[17][18][19]
- Heinrich Antoine-Feill (1855–1922). Er war langjähriger stellvertretender Vorsitzender und beriet den Club in Rechtsfragen.[20]
- Siegmund del Banco (1846–1938).[21] Ende der 80er Jahre trat del Banco dem Vorstand bei.[22]
- Edmund Nordheim (1874–1940). Er wurde Nachfolger des langjährigen Vorsitzenden Gustav Beit. Er verließ das Deutsche Reich 1933.
- Gustav Beit (1854–1927) führte den Club als Vorstand bis zu seinem Tod im Dezember 1927.[23][24]
- Axel de Chapeaurouge (1861–1941)

### Vereinszeichen
Die Eintragung des ovalen Vereinszeichen wurde 1906 beantragt. Das hamburgische Stadtwappen ist umrahmt vom Schriftzug „Hamburger Sport-Club“. Die Farbgestaltung ist z. Zt. unbekannt.

## Die Rennbahn

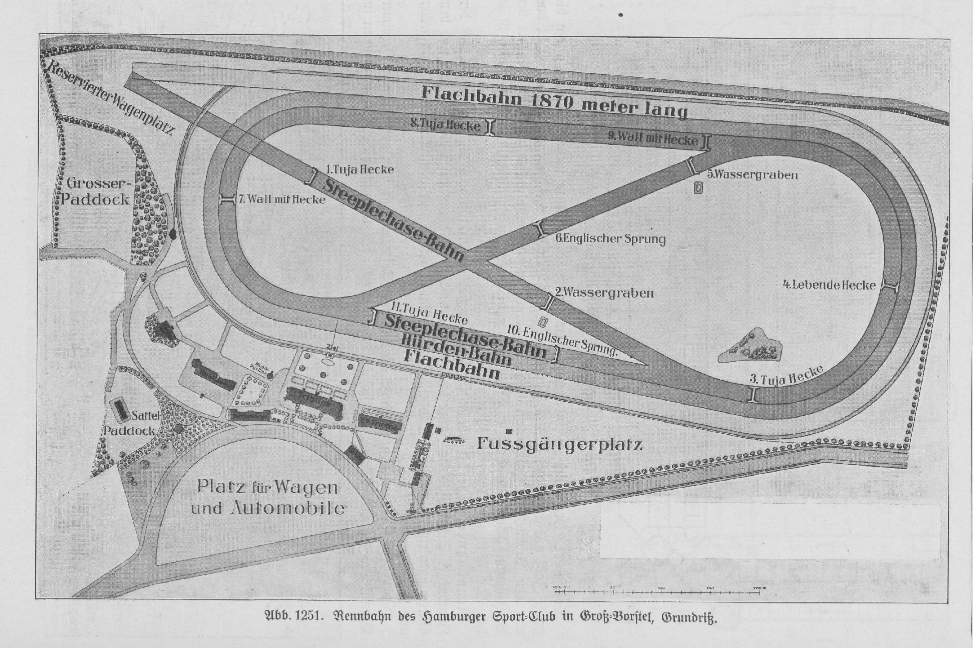
Grundriss Rennbahn Gross Borstel

Das Gelände mit einer gesamte Fläche von 40 ha wurde für 500.000 ℳ käuflich erworben. Die Rennbahn für Flachrennen hatte eine Länge von 1870 m, die Hindernisbahn in Form einer liegenden 8 von 5000 m. Bei den beliebten Hindernisrennen, auch Steeplechase genannt, mussten 11 Hindernisse von Pferd und Reiter überwunden werden. Zwischen der Bahn für Flach- und der für Hindernisrennen lag die Bahn für Hürdenrennen. Flachrennen wurden von Jockeys und Hürdenrennen von Amateuren geritten, von denen viele Offiziere in Kavallerieregimenter waren. 
Die Rennbahn wurde von dem Hamburger Gartenbauingenieur Rudolph Jürgens angelegt.
Die von den regierenden Nationalsozialisten 1933 etablierte „Hamburger Landesleistung für Pferdesport und -zucht“ unter Senator Alfred Richter legte im Oktober 1933 fest, dass es nur noch eine (Galopp–)Rennbahn gäbe. Im April 1934 wurde auf der Rennbahn vor der Haupttribüne ein Springparcour gebaut. Das Gelände wurde auf politischen Druck hin verkauft.

## Tribünen und Gebäude
Die Tribüne mit 3000 Sitzplätzen, zwei breiten Treppen, 20 Logen, Umkleideräume für Jockeys und Amateurrennreiter, Zimmer für die Direktion, Polizei, Post und Telefon wurden nach Entwürfen der Hamburger Architektengemeinschaft Puttfarken & Janda.
Zusätzlich wurden ein Totalisator mit 18 Einzahlungs- und 8 Auszahlungsstellen, ein Bierpavillon und ein Restaurant gebaut.

## Pferderennen
Am Sonnabend, den 18. Juli 1891 wurden bei herrlichstem Sommerwetter die ersten Rennen auf der Bahn veranstaltet. Das „Einweihungs-Rennen“ über 1800 m für dreijährige und ältere Pferde gewann Heinrich Amsinck (1863–1892) auf seinem dreijährigen Hengst „Avignon“. Das zweite Rennen war ein Flachrennen für Jockeys über 1000 m für zwei- und dreijährige inländische, österreich-ungarische und dänische Pferde. Das dritte Rennen war ein Steeplechase über 3200 m, das vierte ein Hürdenrennen über 2400 m, das fünfte ein Flachrennen über 1600 m und das sechste und letzte Rennen ein Jagdrennen über 4000 m. Während diese ersten Rennen der Überprüfung eines reibungslosen Ablauf dienten, waren die für den folgenden Sonntag vorgesehenen Rennen als erster offizieller Renntag angekündigt worden. Er konnte allerdings wegen heftiger Regenfälle nicht durchgeführt werden. Die Rennen wurden am 22. Juli und den Folgetagen nachgeholt.

### Großer Preis von Hamburg
Am Sonntag, 5. Juli 1896, wurde zum ersten Mal der „Große Preis von Hamburg“ auf der Bahn in Gross Borstel gelaufen. Die Summe aller Preise betrug 100.000 ℳ. Es war zu diesem Zeitpunkt das höchstdotierte Galopprennen im Deutschen Reich. Hiervon entfielen auf den Sieger 90.000 ℳ. Es war damit das höchstdotierte Rennen, das der Hamburger Sport-Club über viele Jahre hinweg veranstaltete. In den Folgejahren verringerte sich dieser Preis zunächst auf 80.000 ℳ, später auf 75.000 ℳ. Die Distanz betrug zu Beginn 2000 m, später wurde sie auf 2200 m verlängert. Das Rennen war offen für 3-jährige und ältere Pferde. Das Mindestgewicht betrug für die 3-Jährigen 54 kg, für die 4-Jährigen 62 und für ältere 63,5 kg. Die Pferde mussten bis zum 1. November des Vorjahres gemeldet werden. Sieger des ersten Rennens um den Großen Preis von Hamburg wurde der dreijährige, braune Hengst „Genache“ mit drei Längen, Besitzer des Pferdes war Edmund Graf Batthyány.
Der Sieger des Deutschen Derby „Trollhetta“ von Ernst von Falkenhausen, das wenige Tage vorher am 21. Juni 1896 auf der Galopprennbahn Hamburg-Horn gelaufen wurde, erhielt „nur“ 60.000 ℳ. Die Distanz betrug 2400 m. Im folgenden Jahr 1897 erhöhte der veranstaltende Hamburger Renn-Club seine Preisgelder ebenfalls auf eine Gesamthöhe von 100.000 ℳ. Der Sieger erhielt 85.000 ℳ.

### Hammonia-Preis
Der erste Hammonia-Preis wurde zum ersten Mal am 18. September 1910 geritten. Es war das zweite Rennen des Hamburger Sport-Club, dessen Gewinnsumme über 100.000 ℳ lag. Die Distanz betrug 1400 m und war für zweijährige und ältere Pferde offen. Zusammen mit den Deutschen Derby, das auf der Horner Bahn gelaufen wurde, wurden alle drei im deutschen Pferderennsport zu vergebenden 100 000 ℳ Rennen zu dieser Zeit in Hamburg ausgetragen.

### Amsinck Memorial
Namensgeber war Heinrich Amsinck jr., der das „Einweihungs-Rennen“ am 18. Juli 1891 für Herrenreiten gewonnen hatte. Er war am 24. Januar 1892 im Alter von 28 Jahren an Typhus verstorben. Er war sowohl Mitglied im Hamburger Renn-Club wie im Hamburger Sport-Club.
Die Distanz betrug 1600 m und war für dreijährige und ältere Pferde ausgeschrieben. Die Siegerprämie war oft das höchstdotierte Rennen am Renntag und betrug über einige Jahre 8.000 ℳ. Zum ersten Mal wurde es am 26. Mai 1892 gestartet und mit wenigen Ausnahmen jährlich bis 1932 durchgeführt.

### Beit-Memorial
Namensgeber dieses Rennens, das erstmalig am 20. Mai 1928 gelaufen wurden, war der ehemalige Vorsitzende des Hamburger Sport-Clubs Gustav Beit, der im Dezember 1927 verstorben war. Das letzte Beit-Memorial fand im September 1932 statt.

### Zeitungsberichte
- Die neue Rennbahn des „Hamburger Sportclubs“ in Gr. Borstel. In: Hamburger Fremdenblatt. (Hamburger Abend-Zeitung), 15. Juli 1891, Zweite Beilage, S. 9, (Digitalisat)
- Jubiläum in Großborstel. In: Hamburgischer Correspondent. 22. Juli 1931, Morgen-Ausgabe, S. 8, (Digitalisat)

## Historische Fotografien
- Haupttribüne. G. Koppmann & Co, Hamburg 1891, Staats- und Universitätsbibliothek Hamburg, PPN1750054728, Digitalisat
- Haupttribüne. G. Koppmann & Co, Hamburg 1891, Staats- und Universitätsbibliothek Hamburg, PPN175005857X, Digitalisat
- Restaurant. G. Koppmann & Co, Hamburg 1891, Staats- und Universitätsbibliothek Hamburg, PPN175005809X, Digitalisat
- Festplatz am Gehölz. G. Koppmann & Co, Hamburg 1891, Staats- und Universitätsbibliothek Hamburg, PPN1750054213, Digitalisat
- Borsteler Rennbahn. G. Koppmann G. Koppmann & Co, Hamburg 1891, Staats- und Universitätsbibliothek Hamburg, PPN1750059606, Digitalisat
- Luftbild ca. 1900. (Titelseite) In: Borsteler Bote. September 2016, (Digitalisat); die Aufnahme ist seitenverkehrt! Bildbeilage (Digitalisat)
- Hamburger Nachrichten Bilderrundschau. In: Hamburger Nachrichten. 7. Mai 1932, S. [23, 24, 25], (Digitalisat)